# بيتر ماهر
بيتر ماهر هو منافس ألعاب قوى كندي، ولد في 30 مارس 1960.

## وصلات خارجية
- بيتر ماهر على موقع الاتحاد الدولي لألعاب القوى (الإنجليزية)
- بيتر ماهر على موقع الاتحاد الكندي لألعاب القوى (الإنجليزية)
- بيتر ماهر على موقع اللجنة الأولمبية الدولية (الإنجليزية)
- بيتر ماهر على موقع أوليمبيديا (الإنجليزية)
- بيتر ماهر على موقع اللجنة الأولمبية الكندية (الإنجليزية)
- بيتر ماهر على موقع اتحاد ألعاب الكومنولث (مؤرشف) (الإنجليزية)